# Thập niên 60 TCN
Thập niên 60 TCN hay thập kỷ 60 TCN chỉ đến những năm từ 60 TCN đến 69 TCN.